# 李珖
义昌君李珖（1589-1645）朝鲜宣祖庶八子,母为宠妃储庆宫敬惠裕德仁嫔金氏。逝世，年五十六。
梁源郡夫人许氏（ -1650）许筬허성（1548-1612）的女儿。
- 养长子福昌君李楨복창군 이정 （1641-1680）麟坪大君李㴭三子。
  - 乐善君李潚낙선군(1641-1695)在肃宗年间被指定为从祖父义昌君李珖的继孙。